# Vyšehněvice
Vyšehněvice (en allemand : Wischenowitz) est une commune du district de Pardubice, dans la région de Pardubice, en République tchèque. Sa population s'élevait à 259 habitants en 2024.

## Géographie
Vyšehněvice se trouve à 11 km au sud-est de Chlumec nad Cidlinou, à 17 km à l'ouest-nord-ouest de Pardubice, à 22 km au sud-ouest de Hradec Králové et à 82 km à l'est de Prague.
La commune est limitée par Voleč au nord, par Rohovládova Bělá à l'est, par Vlčí Habřina au sud, par Sopřeč au sud-ouest et par Žáravice à l'ouest.

## Histoire
La première mention écrite de la localité date de 1342.

## Galerie

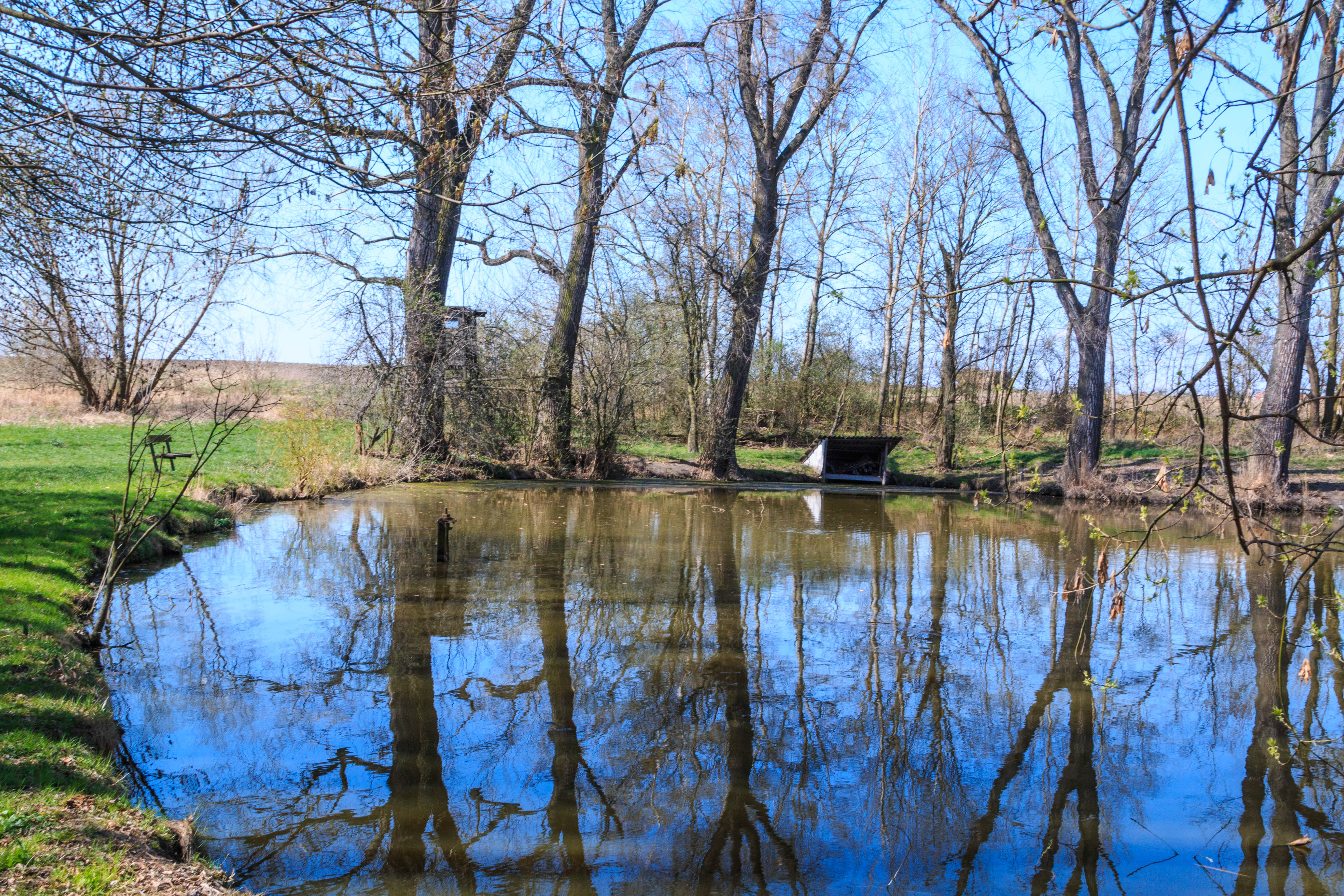
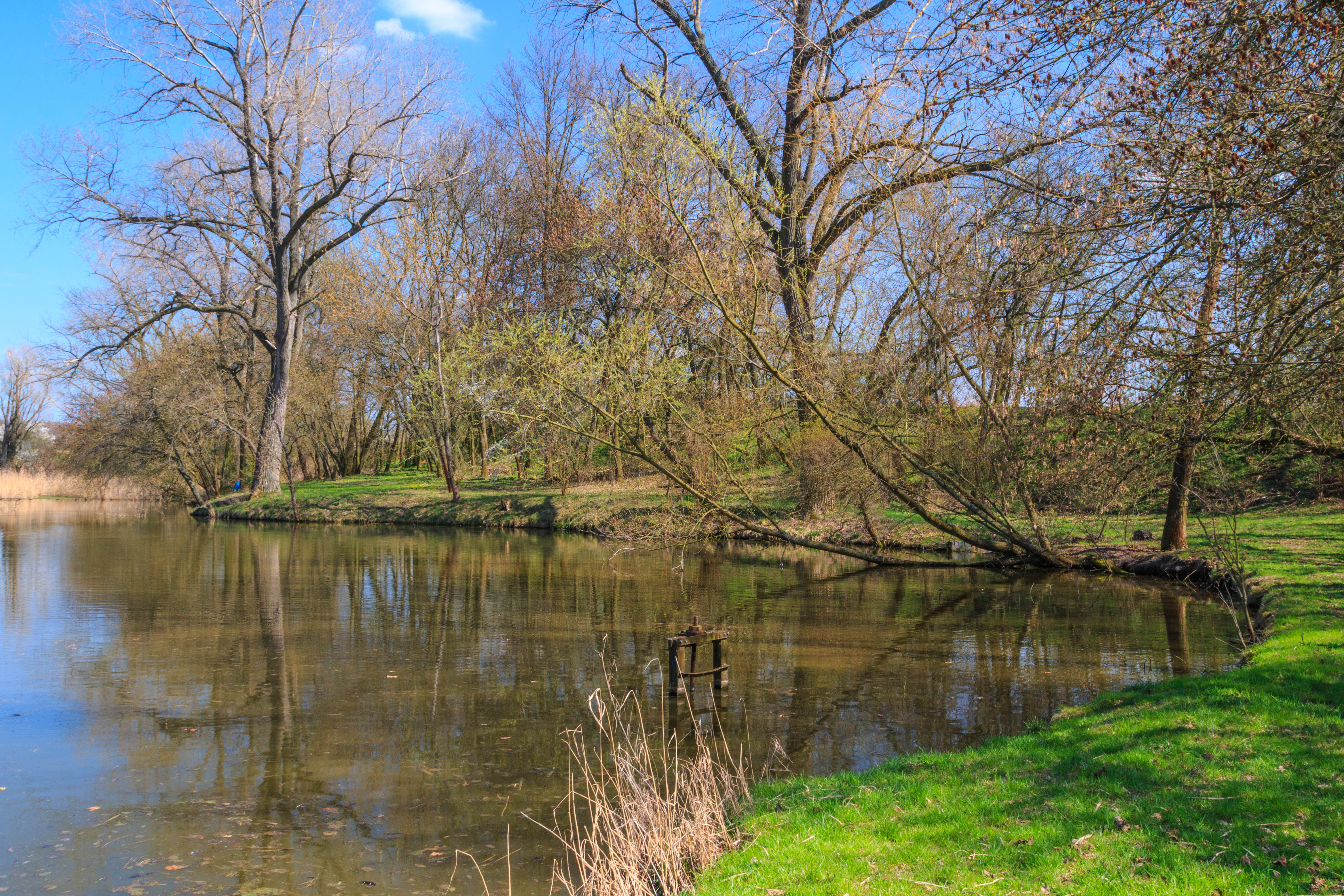

- Vieil étang à Vyšehněvice

## Transports
Par la route, Vyšehněvice se trouve à 11 km de Přelouč, à 18 km de Pardubice, à 26 km de Hradec Králové et à 96 km de Prague. 